# Spectrocnera anguliceps
Spectrocnera anguliceps là một loài bọ cánh cứng trong họ Tenebrionidae. Loài này được E. Kwieton miêu tả khoa học đầu tiên năm 1981.